# Station Plaisir - Les Clayes
Plaisir - Les Clayes is een van de twee spoorwegstations in de Franse gemeente Plaisir. Het ligt aan de spoorlijn Saint-Cyr - Surdon. Het andere station in Plaisir is Plaisir - Grignon. Plaisir - Les Clayes werd op 15 juni 1864 door de Compagnie des chemins de fer de l'Ouest geopend bij het in gebruik nemen van de sectie Saint-Cyr - Dreux en is sindsdien eigendom van de SNCF.
Het station ligt op kilometerpunt 30,800 van de spoorlijn Saint-Cyr - Surdon. Het wordt aangedaan door treinen van Transilien lijn N tussen Paris-Montparnasse en Mantes-la-Jolie. Bepaalde treinen rijden tot Plaisir - Grignon.

## Vorige en volgende stations
| Richting          | Vorig station     | Lijn    | Volgend station         | Richting           |
| ----------------- | ----------------- | ------- | ----------------------- | ------------------ |
| Mantes-la-Jolie   | Plaisir - Grignon | Trans N | Villepreux - Les Clayes | Paris-Montparnasse |
| Plaisir - Grignon | Plaisir - Grignon | Trans N | Villepreux - Les Clayes | Paris-Montparnasse |